# 피아노 협주곡 4번 (베토벤)
《피아노 협주곡 4번 사장조, 작품 번호 58》은 루트비히 판 베토벤에 의해 쓰인 피아노 협주곡이다.

## 경위

### 스케치 및 작곡
작품의 첫 스케치는 1804년 2월에 시작되고 있다. 베토벤이 본격적으로 작곡에 착수한 것은 그 이듬해로, 《피아노 협주곡 3번》의 최종 완성 이후 초연이 이루어진 다음 해이자, 베토벤의 유일한 오페라, 《피델리오》의 근원이 된 작품, 《레오노레》의 초고가 초연된  해였다. 그리고 그 이듬해인 1806년에 드디어 이 곡이 완성되었다.
그 당시까지 피아노 협주곡은 관현악을 거느리고 피아노가 화려하게 활약하는 형식으로 피아니스트가 자신의 솜씨를 과시하기에 적합한 것으로 여겨진 적이 있어, 종래의 협주곡에서는 관현악이 반주 역할정도로 일관하기 일쑤였고, 실제의 작품에서 예를 들면 곡의 첫머리 부분에 관현악이 시작 부분을 먼저 길게 연주하면 이후 피아노가 마치 꽃 길 위로 나타나 발걸음을 진행시키는 주인공과 같이 서서히 등장해 화려하게 연주하는 경우가 많았다. 하지만 진취의 기풍으로 가득찬 베토벤은, 이 4번 협주곡에서 1악장 시작부분에서 관현악 연주없이 독주 피아노에 의한 약하고 부드러운 소리로 시작하는 형식적 파격을 채용하였다. 이는 청중의 의표를 찌르는 획기적인 것으로, 놀라움과 감동을 가져다 주었다고 전해진다.。
더욱이 베토벤은 반주 역으로 치부하기 쉬운 관현악과, 피아노라고 하는 독주 악기가, 서로 대화하듯 악곡을 만드는 기법도 도입하였다. 작곡 당시 사용되었던 피아노는 현재 유통되고 있는 것에 비해 음량이 작다. 그러면서도 관현악과 대등하게 만날 수 있도록, 독주 피아노 측에서는 분산 화음이나 트레몰로를 구사해 음향 효과를 올리는 한편, 관현악 측에서는 악장에 따라서 등장 악기를 제한하거나 하고 있다(1악장에서는 팀파니와 트럼펫을 참가시키지 않고, 2악장은 현악 합주만으로 제한함.).

### 초연과 이후

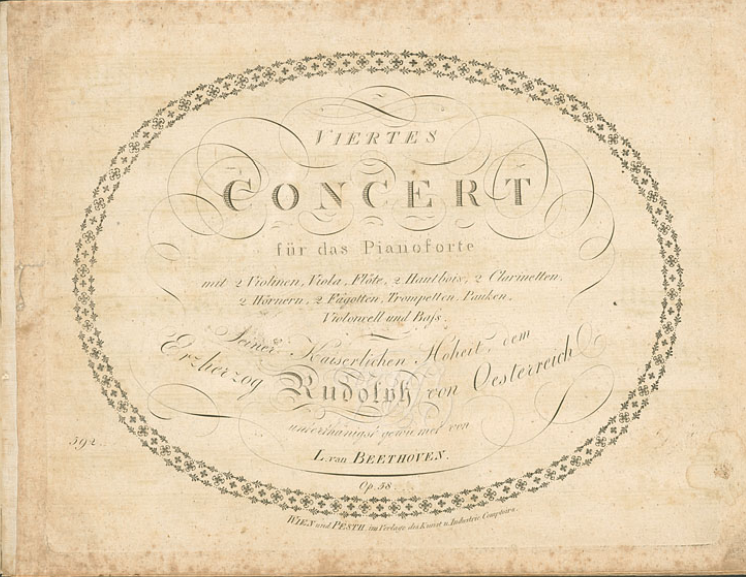
초판의 제목 페이지

완성된 악곡은 이듬해인 1807년 3월에 먼저 빈의 요제프 프란츠 막시밀리안 폰 롭코비츠 공작 저택의 넓은 공간에서 소규모의 관현악단을 사용해 비공개로 초연되었다. 그리고, 그 이듬해인 1808년 12월 22일에는 역시 빈에 소재한 테아터 안 데어 빈의 저녁 "아카데미"(독일어: Akademie, 당시에는 연주회를 아카데미라고 불렀다)에서 《교향곡 5번》, 《교향곡 6번》 등과 함께 마라톤 공연의 일부로 공개 초연되었다. 일찌기부터 난청이 진행되었던 베토벤은 이 공개 초연에서도 스스로 피아노 독주를 맡고 있지만, 이 무대가 피아노 독주자로서의 모습을 드러낸 베토벤의 마지막 모습이었다.
악보의 초판은 1808년 8월에 빈의 예술과 산업 상점 출판사를 통해 간행되었다. 베토벤은 그의 친구이자, 제자, 그리고 후원자인 오스트리아의 루돌프 대공에게 자신의 완성된 협주곡을 헌정했다.
1809년 5월호 "알게마이 네 무지칼리셰 차이퉁"(일반음악신문, 19세기에 간행된 독일의 음악 전문지이다. 이 라이프치히의 일반음악신문을 "베를린 일반음악신문"이나 "빈 일반음악신문"과 혼동해서는 안된다)에 실린 평론에는 "이 협주곡은 지금까지의 베토벤 협주곡 중에서 가장 훌륭하고, 독창적ㆍ예술적이면서 복잡한 베토벤 협주곡"이라고 적혀 있다. 또한, 청중들도 베토벤의 창의력에 찬사를 보냈다고 하는 기록도 문헌을 통해 전해진다. 그러나 이 작품은 첫 공연 후 펠릭스 멘델스존에 의해 부활한 1836년까지 방치되어 있었다. 오늘날 이 작품은 널리 공연되고 녹음되고 있으며, 피아노 협주곡 문헌의 중심 작품 중 하나로 여겨지고 있다.

## 악기 편성
| 독주 악기 | 독주 악기 | 오케스트라 | 오케스트라 | 오케스트라   | 오케스트라 | 오케스트라 | 오케스트라 | 오케스트라  | 오케스트라  |
| 독주 악기 | 독주 악기 | 목관 악기  | 목관 악기  | 금관 악기    | 금관 악기  | 타악기     | 타악기     | 현악 합주단 | 현악 합주단 |
| --------- | --------- | ---------- | ---------- | ------------ | ---------- | ---------- | ---------- | ----------- | ----------- |
| 피아노    | ●         | 플루트     | 1          | 호른         | 2          | 팀파니     | ●          | 제1바이올린 | ●           |
| 기타      |           | 오보에     | 2          | 트럼펫       | 2          | 기타       |            | 제2바이올린 | ●           |
| 기타      | 클라리넷  | 2          | 기타       |              | 비올라     | 기타       | ●          |             |             |
| 기타      | 바순      | 2          | 기타       | 첼로         | ●          | 기타       |            |             |             |
| 기타      | 기타      |            | 기타       | 콘트라베이스 | ●          | 기타       |            |             |             |

## 악장 구성
작품은 전 3악장으로 구성되어 있으며, 총 연주 소요 시간은 대락 36분 정도이다.

### 제1악장. 알레그로 모데라토
사장조, 4/4 박자, 협주적 소나타 형식, 20분.
"운명의 동기"를 포함한 잔잔한 주제가 피아노 독주로 갑자기 연주되고, 오케스트라는 나장조에 의해 그것에 부응, 신선한 인상을 보인다. 피아노에게만 맡겨진 1악장의 시작은 베토벤의 다른 협주곡들에 비해 두드러진다. 이 장르의 역사에서 첫 번째 주제를 알리는 맹주가 관현악에게 위임되지 않은 것은 이 악곡이 처음이다. 이것은 새로운 것이기도 하지만, 고전 시대의 장르에서 나타나는 마지막 위대한 혁신이기도 하다.
카덴차는 베토벤 스스로에 의해 쓰인 두 종류가 있다. 한 가지는 100마디의 것이며, 많은 피아니스트들이 이것을 연주하고 있다. 또 한 가지는 50마디의 것이며, 마우리치오 폴리니나 알프레토 브렌델, 파울 바두라스코다 등이 연주한 녹음으로 확인할 수 있다. 이 밖에 브람스, 클라라 슈만, 고도프스키, 부조니, 메트너, 페인베르크 등 쟁쟁한 피아니스트 겸 작곡가들이 카덴차를 쓰고 있다.

### 제2악장. 안단테 콘 모토
마단조, 2/2 박자, 자유로운 형식, 6분.
반색하는 느낌을 주는 이 악장은 거대한 피아노 및 오케스트라와 강한 대조를 이룬다. 일반적으로 이 2악장은 솔리스트와 오케스트라가 안정적으로 협력을 도모하고 있고, 또한 더 절제되고 내면적이기 때문에 전통과 크게 상충된다고 할 수 있다.
이 악장은 베토벤이 유화 속 테베의 여왕의 처지에서 영감을 얻어 부주제로 삼았다는 설이 있다.

### 제3악장. 론도 비바체
사장조(주제는 다장조로 시작한다), 2/4 박자, 론도 형식, 10분.
앞의 악장과는 대조적인 것으로, 전통적인 론도 형태의 3악장은 매우 리듬감 있는 주제로 특징지어져 있으며 더 간단하다. 주요 주제는 으뜸음의 사장조에서 카덴차에 도달하기 전에 다장조의 버금딸림음 조성에서 시작된다.
카덴차는 베토벤 스스로에 의해 쓰인 35마디의 한 작품이 있다. 빌헬름 박하우스가 쓴 드라마틱하고 기교적인 카덴차 작품도 유명하다. 이외에 요제프 호프만, 에드빈 피셔, 빌헬름 켐프, 아르투르 루빈스타인도 독자적인 연주를 할 때 사용했다. 얀 파넨카는 약간 애드리브를 넣어 치는데, 그런 피아니스트는 현대에도 가끔 볼 수 있다.

### 내용주
1. ↑  이 테아터 안 데어 빈에서의 공개 초연은 본 악곡 외에 교향곡 5번 "운명"과 6번 "전원" 등의 자작 악곡의 초연도 겸한 것이었지만, 혹독한 추위에 연주의 치졸함도 겹쳐져 비참한 결과로 끝났다고 알려져 있다《객석은 반밖에 차지 않았다는 이야기도 전해져 오고 있다).[4]